# Varennes-Vauzelles
Varennes-Vauzelles är en kommun i departementet Nièvre i regionen Bourgogne-Franche-Comté i de centrala delarna av Frankrike. Kommunen ligger i kantonen Guérigny som tillhör arrondissementet Nevers. År 2022 hade Varennes-Vauzelles 9 166 invånare.

## Befolkningsutveckling
Antalet invånare i kommunen Varennes-Vauzelles
| Referens: INSEE |